# Seven Spires
Seven Spires je americká symfonicmetalová hudební skupina založená v roce 2013 v Bostonu. U jejího zrodu stála zpěvačka Adrienne Cowan a kytarista Jack Kosto, kteří jsou též autory většiny písní. Na hudební scéně skupina debutovala hned o rok později, když vydala EP The Cabaret of Dreams. Díky tomu kapela mohla začít koncertovat. Debutové album bylo vydáno v roce 2017, jako producent se na něm podílel Sascha Paeth. Začátkem roku 2019 skupina oznámila podepsání smlouvy s vydavatelstvím Frontiers Records, pod kterém o rok později vydala druhé studiové album Emerald Seas.
Hudebně se Seven Spires od ostatních skupin hrajících symfonický metal odlišují převážně zpěvačkou, která používá spíše tvrdší rejstříky místo operních. V hudbě Seven Spires se též objevují prvky melodického death metalu a black metalu.

## Sestava
- Adrienne Cowan – zpěv, klávesy
- Jack Kosto – kytara
- Peter Albert de Reyna – basová kytara
- Chris Dovas – bicí

## Diskografie
- Solveig (2017)
- Emerald Seas (2020)
- Gods Of Debauchery (2021)